# Strade Bianche 2025
La 19.ª edición de la clásica ciclista Strade Bianche fue una carrera en Italia que se celebró el 8 de marzo de 2025 sobre un recorrido de 213 kilómetros con inicio y final en la ciudad de Siena.
La carrera formó parte del UCI WorldTour 2025, calendario ciclístico de máximo nivel mundial, siendo la quinta carrera de dicho circuito. El vencedor fue el esloveno Tadej Pogačar del UAE Emirates XRG, quien estuvo acompañado en el podio por el británico Thomas Pidcock del Q36.5 y el belga Tim Wellens del UAE Emirates XRG, segundo y tercer clasificado respectivamente.

## Equipos participantes
Tomaron parte en la carrera 25 equipos: los 18 de categoría UCI WorldTeam y 7 de categoría UCI ProTeam. Formaron así un pelotón de 175 ciclistas de los cuales finalizaron 98. Los equipos participantes fueron:
| WorldTeams (18)- EF Education-EasyPost - Alpecin-Deceuninck - Arkéa-B&B Hotels - XDS Astana Team - Bahrain-Victorious - Cofidis - Decathlon AG2R La Mondiale Team - Groupama-FDJ - Ineos Grenadiers - Intermarché-Wanty - Lidl-Trek - Movistar Team - Red Bull-BORA-hansgrohe - Soudal Quick-Step - Team Picnic-PostNL - Team Jayco AlUla - Team Visma \| Lease a Bike - UAE Team Emirates XRG ProTeams (7)- Israel-Premier Tech - Uno-X Mobility - Lotto - Q36.5 Pro Cycling Team - Solution Tech-Vini Fantini - Team Polti VisitMalta - Tudor Pro Cycling Team |
| |

## Clasificación final
- La clasificación finalizó de la siguiente forma:[3]

### Clasificación general
| \| Clasificación general \| Clasificación general \| Clasificación general \| Clasificación general \| Clasificación general \| \| Ciclista \| Ciclista \| Equipo \| Tiempo \| \| \| --------------------- \| --------------------- \| ----------------------- \| --------------------- \| --------------------- \| \| 1.º \| Tadej Pogačar \| UAE Team Emirates XRG \| 5 h 13 min 58 s \| \| \| 2.º \| Thomas Pidcock \| Q36.5 Pro Cycling Team \| + 1 min 24 s \| \| \| 3.º \| Tim Wellens \| UAE Team Emirates XRG \| + 2 min 12 s \| \| \| 4.º \| Ben Healy \| EF Education-EasyPost \| + 3 min 23 s \| \| \| 5.º \| Pello Bilbao \| Bahrain Victorious \| + 4 min 20 s \| \| \| 6.º \| Magnus Cort \| Uno-X Mobility \| + 4 min 26 s \| \| \| 7.º \| Gianni Vermeersch \| Alpecin-Deceuninck \| + 4 min 29 s \| \| \| 8.º \| Michael Valgren \| EF Education-EasyPost \| + 4 min 37 s \| \| \| 9.º \| Lennert Van Eetvelt \| Lotto \| + 4 min 47 s \| \| \| 10.º \| Roger Adrià \| Red Bull-Bora-Hansgrohe \| + 5 min 06 s \| \| |                     |                         |                 |
| |                     |                         |                 |
| Fuente: ProCyclingStats |                     |                         |                 |
| Clasificación general |                     |                         |                 |
| Ciclista | Ciclista            | Equipo                  | Tiempo          |
| 1.º | Tadej Pogačar       | UAE Team Emirates XRG   | 5 h 13 min 58 s |
| 2.º | Thomas Pidcock      | Q36.5 Pro Cycling Team  | + 1 min 24 s    |
| 3.º | Tim Wellens         | UAE Team Emirates XRG   | + 2 min 12 s    |
| 4.º | Ben Healy           | EF Education-EasyPost   | + 3 min 23 s    |
| 5.º | Pello Bilbao        | Bahrain Victorious      | + 4 min 20 s    |
| 6.º | Magnus Cort         | Uno-X Mobility          | + 4 min 26 s    |
| 7.º | Gianni Vermeersch   | Alpecin-Deceuninck      | + 4 min 29 s    |
| 8.º | Michael Valgren     | EF Education-EasyPost   | + 4 min 37 s    |
| 9.º | Lennert Van Eetvelt | Lotto                   | + 4 min 47 s    |
| 10.º | Roger Adrià         | Red Bull-Bora-Hansgrohe | + 5 min 06 s    |

## Ciclistas participantes y posiciones finales
Convenciones:
- AB: Abandono
- FLT: Retiro por llegada fuera del límite de tiempo
- NTS: No tomó la salida
- DES: Descalificado o expulsado

## UCI World Ranking
La Strade Bianche otorgó puntos para el UCI World Ranking para corredores de los equipos en las categorías UCI WorldTeam, UCI ProTeam y Continental. Las siguientes tablas son el baremo de puntuación y los diez corredores que obtuvieron más puntos:
| Posición   | 1.º | 2.º | 3.º | 4.º | 5.º | 6.º | 7.º | 8.º | 9.º | 10.º | 11.º | 12.º | 13.º | 14.º | 15.º | 16.º-20.º | 21.º-30.º | 31.º-50.º | 51.º-55.º | 56.º-60.º |
| Puntuación | 400 | 320 | 260 | 220 | 180 | 140 | 120 | 100 | 80  | 68   | 56   | 48   | 40   | 32   | 28   | 24        | 16        | 8         | 4         | 2         |

| Clasificación |                     |                         |        |
| Ciclista      | Ciclista            | Equipo                  | Puntos |
| ------------- | ------------------- | ----------------------- | ------ |
| 1.º           | Tadej Pogačar       | UAE Emirates XRG        | 400    |
| 2.º           | Thomas Pidcock      | Q36.5                   | 320    |
| 3.º           | Tim Wellens         | UAE Emirates XRG        | 260    |
| 4.º           | Ben Healy           | EF Education-EasyPost   | 220    |
| 5.º           | Pello Bilbao        | Bahrain Victorious      | 180    |
| 6.º           | Magnus Cort         | Uno-X Mobility          | 140    |
| 7.º           | Gianni Vermeersch   | Alpecin-Deceuninck      | 120    |
| 8.º           | Michael Valgren     | EF Education-EasyPost   | 100    |
| 9.º           | Lennert Van Eetvelt | Lotto                   | 80     |
| 10.º          | Roger Adrià         | Red Bull-BORA-hansgrohe | 68     |